# Jesper Hendze
Jesper Hendze (født 26. maj 1955 i Undløse, Danmark) er en dansk komponist, slagtøjspiller, guitarist og lærer.
Hendze voksede op i Odense, hvor han som ung startede som guitarist i lokale rockbands i byen. Han studerede senere slagtøj på Det Fynske Musikkonservatorium i årene (1980-1987), og forsatte sine studier på State University of New York i Buffalo, USA (1987-1988). Efter sin tilbagevenden til Danmark, studerede Hendze komposition på Det Jyske Musikkonservatorium, hvor hans lærere var Per Nørgård og Karl Aage Rasmussen, hvorefter han debuterede som komponist i (1993). 
Han har skrevet orkesterværker, kammermusik, solostykker for mange instrumenter, elektronisk musik, skoleværker, salmer og musik for jazz og rockbands. Hendze har undervist i slagtøj og komposition på flere musikskoler i landet. Han  specialiserede sig i computernotation, som han også underviste i bl.a. på Det Fynske Musikkonservatorium. Hendze har selv været udøvende musiker på både slagtøj, og som trommeslager i rytmiske orkestre, og begivenheder. Hans værker bliver jævnligt opført på moderne tonekunstneres festivaler, såsom den Odenseanske musikfestival Musik-Høst.

## Udvalgte værker
- "Tidsomvendelse" (1984) (trukket tilbage) - for Klarinet, solo slagtøj orkester
- "Kiks" (1987) - for marimba/vibrafon og orkester
- "Blomme skrællede tomater" (1987) - for vibrafon og orkester
- "Marduk" (1989, Rev. 1990) - for solo marimba, 3 fløjter, 3 tromboner., 2 slagtøjsspillere og klaver/cembalo (eller synthesizer)
- "Skinne" (1992) - for 4 saxofoner, 3 trompeter, 2 tromboner, slagtøj, trommesæt, guitar, klaver/synthesizer, elbas/kontrabas
- "Drudens-Fod" (aka Pentakler) (1994-1995) - for  fløjte, obo, klarinet, valdhorn, 2 violiner, bratsch, cello og kontrabas
- "Sats" (1996) - for fløjte, obo, klarinet, 2 valdhorn, trompet, trombone, 2 slagtøjspillere, harpe, klaver, 2 violiner, bratsch, cello, kontrabas
- "Kvarts" (1982) - for slagtøjskvartet
- "Begivenheder'" (1982) - for klarinet, basklarinet, marimba, cello og kontrabas
- "Eskaleringer" (1986) - for solo slagtøj
- "Flettet sammen" (1993) - for solo harpe
- "Arrezzos Dæmoner" (1994) - elektronisk musik
- "Adventslysene" (2000) (tekst: Birthe Svenstrup) - salme